# R Leporis
Désignations
R Leporis (en abrégé R Lep), parfois désignée du nom d'« étoile cramoisie de Hind », est une étoile variable de type Mira bien connue de la constellation du Lièvre, près de sa frontière avec l'Éridan. D'après la mesure de sa parallaxe par le satellite Gaia, elle est distante d'environ ∼ 1 370 a.l. (∼ 420 pc) de la Terre.
C'est une étoile carbonée dont la couleur rouge cramoisie apparaît distinctement. Elle est nommée d'après l'astronome britannique du XIXe siècle John Russell Hind, qui l'a observé en 1845. Sa magnitude apparente varie de +5,5 à +11,7 avec une période de 418-441 jours; les mesures récentes donnent une période de 427,07 jours. Il peut exister une période secondaire de 40 ans.
Guandalini et Cristallo ont calculé la luminosité des étoiles variables de type Mira en fonction de leurs périodes. Pour R Leporis, en utilisant une période de 427.07 jours, ils ont calculé que la magnitude bolométrique de l'étoile était de 13200 L☉. Dans une étude de 2012, en considérant une distance d'environ ∼ 1 350 a.l. (∼ 414 pc), l'étoile brille avec une luminosité d'environ 6689 fois celle du Soleil et possède une température de surface de 2980 K.
La couleur de R Leporis a souvent été décrite d'un rouge intense fumé, bien que cette teinte ne soit pas prononcée alors que l'étoile brille à sa magnitude maximale. Elle est plus rouge quand sa luminosité est plus faible, ce qui se produit tous les 14,5 mois. Pendant ces périodes, elle compte parmi les étoiles rouges les plus visibles, mais cette affirmation reste arbitraire. La coloration rouge peut être causée par le carbone contenu dans l'atmosphère externe de l'étoile filtrant la partie bleue de son spectre dans la lumière visible. Le découvreur de l'étoile, Hind, a rapporté qu'elle lui est apparue « telle une goutte de sang sur un champ noir ».